# Sane Jaleh
Sane Jaleh  (em persa: صانع ژاله, Sāne jāle, também chamado de Sanea Jaleh, Saneh Jaleh, or Sani Zhaleh) (Paveh, 1985 - 14 de Fevereiro de 2011) foi um estudante iraniano da University of Arts. Ele foi assassinado em 14 de Fevereiro durante as manifestações em Teerão em apoio da Revolução do Nilo e da Revolução de Jasmim pela saída dos presidentes Hosni Mubarak e Ben Ali. De acordo com as notícias, tanto o grupo a favor quanto o grupo contrário ao governo iraniano clamam que ele era um de seus apoiantes.

## Biografia
Sane Jaleh nasceu na cidade de Paveh, na província de Quermanxá, sudoeste do Irão em 1985 e era um Irariano curdo e um muçulmano sunista. Na altura da sua morte ele estava no terceiro ano de seus estudos sobre Artes Dramáticas no Departamento de Cinema e Teatro da Universidade de Artes, em Teerão.

## Assassinato e controvérsia
Em 15 de Fevereiro, o dia posterior ao seu assassinato, o Chefe da Segurança do Ministro da Cultura Iraniano comunicou sua morte e o classificou como um dos "apoiantes do governo". Outra fonte ligada ao governo disse que ele "era um membro da Força de Resistência Basij (um grupo paramilitar de militantes islâmicos conhecido por seus ataques aos militantes de oposição ao governo com bastões, correntes de metal e armas de fogo) assassinado por agentes provocadorescontrolados por vários grupos da oposição". Fontes pró-governamentais também alegam que ele teria sido assassinado pelo grupo oposicionista Mojahedin Khalgh.

### Contestações da versão oficial
Amigos e colegas de faculdade, entretanto, comecaram uma contra ofensiva negando tanto que Jaleh seria um membro dos Basij quanto que ele seria um apoiante do governo.  O website Kalameh afirmou que Jaleh era um membro da equipe de Mir Hussein Mussavi; O sítio de notícias Saham publicou uma foto do aiatolá Hussein Ali Montazeri e afirma que um dos homens na foto é Sane Jaleh. O alegado apoio ao regime por parte de Jaleh também não se coaduna com a sua aparição em um curta-metragem que está actualmente proibido pelo regime iraniano devido a seu conteúdo, chamado um Another Brick in the Wall. O filme demonstra insatisfação com a actual situação no Irão e seus impactos na sociedade.
De acorodo com o Tehran Bureau, os relatórios oficiais da morte Jaleh foi mudados ao longo do tempo. No primeiro Jaleh era simplesmente um "estudante devoto", depois passou a ser um "simpatizante do regime" e finalmente se transformou em um "membro de pleno direito da milícia Basij". O chefe de relações públicas dos Estudantes Basij foi citado em um relatório inicial da morte Jaleh, mas não fez menção a alegada filiação de Jaleh em sua organização, embora isto tenha sido reivindicado mais tarde pelo presidente da Universidade de Artes.
Uma foto da alegada identificação de Jaleh como membro do grupo Basiji foi publicada pela Fars News Agency mas veio a ser questionada quando um blogger escreveu que o carimbo na foto tinha o nome da cidade de Paveh, mas que no verso do cartão havia o código postal de Teerã." O cartão também "tem um número de série maior do que aqueles emitidos há dois anos", apesar do facto de supostamente ter três anos.
Em uma entrevista ao canal persa Voice of America, o irmão de Sane Jaleh afirmou que as alegações do governo são falsas e sem mérito. Ele também disse que sua família foi colocado sob pressão por parte do governo iraniano para cooperar. Ele adicionou que a identificação como membro do grupo Basiji foi criada após a morte de seu irmão com a ajuda de um primo que trabalha para o Ministério da Informação. Ele acrescentou ainda que o regime não quis entregar o corpo de seu irmão para a família e que ele está sendo enterrado por seus assassinos. O irmão de Jaleh foi preso depois de sua entrevista, e está actualmente na prisão, na cidade de Paveh, no Curdistão, Irão. Alguns dos amigos de Sane Jaleh foram aprisionados no famoso centro de dentenção Kahrizak, após confirmarem que as afirmações do governo não tinham fundamento. Na manhã do dia 16 de Fevereiro de 2011, a Escola de Arte tinha sido ocupada por grupos de militantes Islâmicos, o que acabou por causar um conflito entre os estudantes e forças do governo. O cortejo fúnebre de Jaleh foi organizado pelas forças Basiji, o que provocou ira nos alunos na escola de Arte da Universidade de Teerã e resultou em violência. Isso acabou por levar a prisão de alguns alunos.